# ピエトラデフージ
ピエトラデフージ（伊: Pietradefusi）は、イタリア共和国カンパニア州アヴェッリーノ県にある、人口約2,300人の基礎自治体（コムーネ）。

## 地理

### 位置・広がり

#### 隣接コムーネ
隣接するコムーネは以下の通り。括弧内のBNはベネヴェント県所属を示す。
- カルヴィ (BN)
- モンテフスコ
- モンテミレット
- サン・ナッツァーロ (BN)
- トッレ・レ・ノチェッレ
- ヴェンティカーノ

## 行政

### 分離集落
ピエトラデフージには、以下の分離集落（フラツィオーネ）がある。
- Dentecane, Pappaceci, Pietra, Sant'Angelo a Cancelli, Sant'Elena Irpina, Vertecchia